# Trinity (альбом)
Trinity (в переводе с англ. — «Троица») — третий и последний полноформатный студийный альбом интернациональной англоязычной пауэр-метал-группы Revolution Renaissance, вышедший в 2010 году.

## Об альбоме
Trinity выдержан в стилистике мелодичного пауэр-метала с затяжными виртуозными соло в стиле Ингви Мальмстина. Присутствуют элементы альтернативного метала, выраженные в характере риффов и ритме ударных, а также прогрессивного метала — усложненная структура и большая длина песен, затяжные виртуозные соло клавишных и гитар.
В записи альбома принял участие басист известной шведской пауэр-метал-группы HammerFall Магнус Розен.

## Список композиций
1. Marching With the Fools — 05:07
2. Falling to Rise — 04:12
3. A Lot Like Me — 04:32
4. World Doesn’t Get to Me — 04:24
5. Crossing the Rubicon — 05:18
6. Just Let It Rain — 04:34
7. Dreamchild — 04:30
8. Trinity — 10:16
9. Frozen Winter Heart — 04:27

## Участники записи
- Gus Monsanto — вокал;
- Timo Tolkki — гитара;
- Magnus Rosen — бас-гитара;
- Bob Katsionis — клавишные;
- Bruno Agra — ударные.